# 坎纳
坎纳（義大利語：Canna），是意大利科森扎省的一个市镇。总面积20平方公里，人口799人，人口密度40.0人/平方公里（2009年）。ISTAT代码为078024。